# Спортивный бальный танец
Спортивные бальные танцы — вид спорта, состоящий из группы различных парных танцев, которые делятся на 2 направления, латину и стандарт, некоторые из которых имеют народные истоки. Исполнялись на балах, которые проводились в помещениях, застеленных паркетом. Из огромного разнообразия как элитных (историко-бытовых), так и народных танцев в группу бальных попали танцы, характеризующиеся 2 признаками: все бальные танцы являются парными; пару составляют мужчина и женщина, но пару так же может составлять как две дамы (пара «lady and lady»), так и два кавалера (пара «man and man»).
Под «бальными танцами» в настоящее время подразумевают словосочетания «спортивные танцы» (СБТ, «спортивные бальные танцы») и «танцевальный спорт». Это отображено в названиях различных танцевальных организаций, например: «Московская федерация спортивного танца» или «Московская федерация танцевального спорта».
Современные бальные танцы включают 10 основных танцев, которые делятся на две программы: европейскую (Standard) и латиноамериканскую (Latin). Эти программы часто называют "десяткой танцев". В 1960-х годах в СССР добавили третью программу — "народную", куда вошли исторические танцы, которые раньше исполнялись на балах. Соревнования могли проводиться как по двум основным программам, так и по трём, включая народную.
Кроме того, для начинающих танцоров существует дополнительная программа, в которую входят три танца: полька, вару-вару и блюз. Эти танцы помогают новичкам освоить азы и подготовиться к более сложным программам.
В европейскую программу входят: медленный вальс, танго, венский вальс, медленный фокстрот, квикстеп (быстрый фокстрот).
В латиноамериканскую: ча-ча-ча, самба, румба, пасодобль, джайв.

## История и определение
Термин «бальные» относится к парным непрофессиональным светским танцам, возникшим в средневековой Европе. Эти танцы очень сильно видоизменялись: любая эпоха европейской истории — Возрождение, Просвещение, классицизм, романтизм, — порождала своеобразный танцевальный комплекс. На протяжении всего европейского культурного развития на бальный танец влияли самые разнообразные этнические источники, а также профессиональный танец.
Бальные танцы XX века сложились на основе европейского танца, в который на рубеже XIX—XX веков вдохнула новую жизнь африканская и латиноамериканская музыкальная и танцевальная культура. Подавляющее большинство современных бальных танцев имеют африканские «корни», уже хорошо замаскированные технической обработкой европейской танцевальной школы.
В 1920-е годы в Англии при Императорском обществе учителей танцев возник специальный Совет по бальным танцам. Английские специалисты стандартизировали все известные к тому времени танцы — вальс, быстрый и медленный фокстроты, танго. Так возникли конкурсные танцы, и с тех пор бальный танец разделился на два направления — спортивный (International Ballroom (or Standard) and International Latin) и социальный (social dance). В 1930—1950-е годы число стандартных бальных танцев увеличилось за счёт того, что к ним добавилось пять латиноамериканских танцев (в таком порядке: ча-ча-ча, самба, джайв, румба, пасодобль).
Сейчас по спортивным танцам проводятся соревнования. Сформировалось несколько программ: европейская, латиноамериканская, двоеборье (десять танцев), европейский и латиноамериканский секвей (трёхминутное шоу под оригинальную музыку), европейский и латиноамериканский формейшн (соревнования ансамблей из 8-ми пар). Любительские чемпионаты мира проводятся под эгидой WDSF (ранее IDSF), а профессиональные — под покровительством Всемирного танцевального совета. Наиболее престижными в мире продолжают оставаться английские конкурсы, в частности, UK Open и Блэкпульский фестиваль (англ. Blackpool Dance Festival). Ещё одним направлением конкурсного танца являются соревнования смешанных пар Профессионал-Любитель (Pro-Am), данное направление особенно развито в США и Канаде.
В США сохраняется своеобразный национальный вариант как некоторых бальных танцев, так и проведения соревнований по ним — «American Smooth», «American Rhythm».
Слово «бал» пришло в русский язык из французского и происходит от латинского глагола ballare, который означает «танцевать». Из огромного разнообразия как элитных (историко-бытовых), так и народных танцев в группу бальных попали танцы, характеризующиеся следующими признаками.
Все бальные танцы являются парными. Пару составляют кавалер и дама, танцующие с соблюдением точек контакта. В европейской программе этот контакт более плотный и сохраняется в течение всего танца; в латиноамериканской программе контакт более свободный, чаще всего осуществляется за счёт соединённых рук и иногда может как вообще теряться, так и усиливаться за счёт натяжения при исполнении фигур.
Поскольку исполнение бальных танцев требует определённых навыков и тренированности, их популярность в обществе снизилась с течением времени. Появление твиста в 1960-х годах ознаменовало конец парных танцев. Такие танцы, как вальс, танго, фокстрот и т. д. фактически перестали служить для массового развлечения.

## Европейская программа
В Европейскую программу (Modern или Standard) входят 5 танцев: квикстеп (темп — 50—52 тактов в минуту), медленный вальс (темп — 28—29 тактов в минуту), танго (темп — 30—32 тактов в минуту (в WDSF и в ФТСАРР - 31-34 тактов в минуту) ), медленный фокстрот (темп — 27—29 тактов в минуту), и венский вальс (темп — 58—60 тактов в минуту). В эту программу танцоры должны быть одеты в соответствующие требованиям бальные платья; у кавалеров — фраки чёрного или тёмно-синего цвета с бабочкой или галстук; вместо фрака разрешено танцевание в смокинге или в жилете. Современный танцевальный костюм отличается от повседневного в первую очередь покроем, одна из особенностей которого в том, что плечи костюма партнёра должны оставаться ровными, когда руки поднимаются в стороны.

## Латиноамериканская программа
В Латиноамериканскую программу (Latin) входят танцы: самба (темп — 50—52 такта в минуту), ча-ча-ча (темп — 30—32 такта в минуту), румба (темп — 21—25 тактов в минуту), пасодобль (темп — 58—62 такта в минуту) и джайв (темп — 40—44 такта в минуту). Из латиноамериканских танцев только самба и пасодобль танцуются с продвижением по линии танца. В остальных танцах танцоры более или менее остаются на одном месте, хотя и в этих танцах возможно перемещение танцоров по танцевальной площадке с возвратом к исходной точке или без. В настоящее время конкурсные платья дам, как правило, короткие, очень открытые и облегающие. Современный конкурсный костюм кавалеров тоже достаточно облегающий, подчёркивающий мужественные линии тела.

## Классификация танцоров
Чтобы создать более или менее равноценную конкуренцию на танцевальной площадке, в спортивных бальных танцах введена система классов, отображающая уровень подготовки танцоров и система возрастных категорий, распределяющая танцоров по возрастным группам. Для выхода на первое соревнование им присваивается один из самых низших классов (Н), который они впоследствии могут сменить на более высокий, заняв на соревнованиях определённые места и заработав определённые очки. В низших классах нельзя танцевать все танцы и все элементы. У каждой группы есть правило по движениям, где не всё можно исполнять. Чем выше класс, тем больше танцев и движений исполняется на соревнованиях. Высший класс мастерства у танцоров М класса.

### Классификация танцоров по уровню подготовки (Правила ФТСАРР)
Дебют: в этом классе исполняется только медленный вальс и ча-ча-ча
Н класс: в этом классе исполняются медленный вальс, квикстеп, ча-ча-ча и джайв.
E класс: спортивный класс, который тоже может быть стартовым. В этом классе исполняется 6 танцев: медленный вальс, квикстеп, танго, ча-ча-ча, самба и джайв. Для перехода в следующий класс необходимо набрать 16—26 очков на соревнованиях (количество очков может различаться в разных танцевальных организациях).
D класс: в этом классе добавляются ещё 2 танца — венский вальс и румба. Для перехода в следующий класс необходимо набрать 16 очков по одной из программ или 24 очка в общем зачете на соревнованиях.
C класс: разрешено исполнение хореографии не из базового списка фигур. Также добавляются два танца: пасодобль и медленный фокстрот.
B класс: Спортсмены этого класса получают возможность исполнять «позировки», а также исполнять только одну программу: европейскую или латиноамериканскую.
A класс: класс профессионалов.
S класс: от зондер — «особый», присваивается решением Президиума национальной федерации по результатам национального чемпионата или первенства.

### Классификация танцоров по возрастным группам
- Беби (Дети 0) — 4—5 лет.
- Дети — 6—7 лет
- Дети 1 (Ювеналы 1) — 8—9 лет.
- Дети 2 (Ювеналы 2) — 10—11 лет.
- Юниоры 1 — 12—13 лет.
- Юниоры 2 — 14—15 лет.
- Молодежь 1 — 16—18 лет.
- Молодежь 2 — 19—20 лет.
- Взрослые — 21—34 лет.
- Сеньоры 1 —35—44 лет.
- Сеньоры 2 — 45 и более лет.

Второй партнёр в паре может быть моложе низшей возрастной границы своей возрастной категории: в категориях Дети 2, Юниоры 1, Юниоры 2, Молодёжь не более чем на три года
Младший партнёр в категории сеньоры должен быть не моложе 30 лет, старший — не моложе 35 лет.